# Vũ Ngọc Phan
Vũ Ngọc Phan (Hanoi, 8 septembre 1902 – 1987) est un écrivain et un critique littéraire vietnamien. Son épouse était la poétesse Hằng Phương et sa fille, la peintre Vũ Giáng Hương.

## Biographie
Il étudie la littérature française à Hanoï, puis en France. Dans la critique littéraire, il préférait les auteurs de la fin du XIXe siècle à la Seconde Guerre mondiale. Ses critiques ont été publiées en cinq volumes jusqu'à 1942.

## Distinctions et récompenses
- Prix Hô Chi Minh en 1996 catégorie « Arts premiers »